# جائزة موناكو الكبرى 2005
جائزة موناكو الكبرى 2005 (بالإنجليزية: 2005 Monaco Grand Prix)‏ هو سباق فورمولا 1 أقيم بتاريخ 22 مايو 2005 في حلبة موناكو. كان السادس من أصل 19 في بطولة العالم لسباقات الفورمولا واحد موسم 2005. حلّ الفنلندي كيمي رايكونن أولا بينما جاء الألماني نيك هيدفيلد في المركز الثاني وحصل على المركز الثالث الأسترالي مارك ويبر.